# Sparegrisens filmrevy nr. 10
|  | Denne artikel er oprettet af botten Steenthbot ud fra en ekstern database. Den kan derfor have sproglige fejl eller mangler. Denne skabelon kan fjernes efter kontrol af indholdet. |

Sparegrisens filmrevy nr. 10 er en dansk dokumentarfilm fra 1958.

## Handling
1) Skoleskibet Danmark: Dagligdagen på et skoleskib.
2) Storke: Et storkepar vender tilbage til deres rede på en bondegård og lærer deres unger at flyve. De forbereder sig til turen til Sydafrika, hvor de skal overvintre.
3) Hvordan sparer du?: Tre drenge indsamler havelåger nytårsaften, som de opbevarer for 2 kr. per låge.
4) Expres F. 200 klar til afgang: En mand har i sin fritid bygget et enormt anlæg til sine modeljernbanetog.